# 39e Grammy Awards
De 39e uitreiking van de jaarlijkse Grammy Awards vond plaats op 26 februari 1997 in Madison Square Garden in New York. De uitreiking werd gepresenteerd door comédienne Ellen DeGeneres en uitgezonden door CBS.
Als er ooit een Grammy-editie is geweest waarin jong en oud elkaar ontmoetten, was het deze wel. Aan de ene kant was er de 14-jarige LeAnn Rimes die twee Grammy's won, onder meer voor Best New Artist. Zij is nog altijd de jongste solowinnaar in de Grammy-historie (zij nam het record over van de zanger Luis Miguel, die een half jaar ouder was toen hij in 1984 zijn eerste Grammy won). Aan de andere kant waren er nogal wat oudgedienden die wonnen: de 77-jarige Pete Seeger won een Grammy in de folk-categorie, terwijl dirigent Pierre Boulez (toen 71) opnieuw een Grammy won in de klassieke categorieën. Zijn totaal was inmiddels gegroeid tot 24 stuks.
Een band die al sinds 1968 niets had gewonnen en al 27 jaar uit elkaar was, kreeg in 1997 drie Grammy's: The Beatles wonnen een Grammy als beste popgroep met Free as a Bird, en twee in de video-categorieën (voor de clip van Free as a Bird en de documentaire The Beatles Anthology).
De meeste Grammy's werden gewonnen door Eric Clapton en producer Babyface, die beiden met drie onderscheidingen naar huis gingen. Eric kreeg ze voor Record of the Year en beste popzanger voor Change the World, en voor de beste rockinstrumental voor SRV Shuffle (een ode aan Stevie Ray Vaughan). (Change the World won ook nog een derde Grammy voor de componisten ervan). Babyface won voor zijn productiewerk voor Clapton, voor het schrijven van Exhale (Shoop Shoop) van Whitney Houston en als producer van het jaar.
Tien andere artiesten wonnen 2 Grammy's, onder wie Sheryl Crow, Fugees, Celine Dion (onder meer Album of the Year voor Falling Into You), LeAnn Rimes en Beck. 
Een opvallende winnares was 'first lady' Hillary Rodham Clinton, die een Grammy kreeg in de categorie voor beste gesproken-woordopname. Haar reactie toen ze de Grammy in ontvangst nam: "Nooit gedacht dat iemand die geen noot kan zingen tóch zo'n prijs krijgt!"

## Winnaars[1]

### Algemeen
- Record of the Year
  - "Change The World" - Eric Clapton (artiest); Babyface (producer)
- Album of the Year
  - "Falling Into You" - Celine Dion
  - Roy Bittan, Jeff Bova, David Foster, Humberto Gatica, Jean-Jacques Goldman, Rick Hahn, Dan Hill, John Jones, Aldo Nova, Rick Nowels, Steven Rinkoff, Billy Steinberg, Jim Steinman & Ric Wake (producers)
- Song of the Year
  - Gordon Kennedy, Wayne Kirkpatrick & Tommy Sims (componisten) voor Change The World, uitvoerende: Eric Clapton
- Best New Artist
  - LeAnn Rimes

### Pop
- Best Pop Vocal Performance (zangeres)
  - "Un-Break My Heart" - Toni Braxton
- Best Pop Vocal Performance (zanger)
  - "Change The World" - Eric Clapton
- Best Pop Vocal Performance (duo/groep)
  - "Free as a Bird" - The Beatles
- Best Pop Collaboration with Vocals (Beste eenmalige samenwerking)
  - "When I Fall in Love" - Natalie Cole
  - Dit was een duet met Nat King Cole, maar omdat zijn stem een bestaande opname vormde (uit de jaren 60) kwam hij (postuum) niet in aanmerking voor een Grammy
- Best Pop Instrumental Performance
  - "The Sinister Minister" - Béla Fleck & The Flecktones
- Best Pop Album
  - "Falling Into You" - Celine Dion

### Country
- Best Country Vocal Performance (zangeres)
  - "Blue" - LeAnn Rimes
- Best Country Vocal Performance (zanger)
  - "Worlds Apart" - Vince Gill
- Best Country Vocal Performance (duo/groep)
  - "My Maria" - Brooks & Dunn
- Best Country Collaboration with Vocals
  - "High Lonesome Sound" - Vince Gill & Alison Krauss & Union Station
- Best Country Instrumental Performance
  - "Jam Man" - Chet Atkins
- Best Country Song
  - Bill Mack (componist) voor Blue, uitvoerende: LeAnn Rimes
- Best Country Album
  - "The Road to Ensenada" - Lyle Lovett
- Best Bluegrass Album
  - "True Life Blues: The Songs of Bill Monroe" - Todd Philips (producer), uitvoerenden: diverse artiesten

### R&B
- Best R&B Vocal Performance (zangeres)
  - "You're Makin' me High" - Toni Braxton
- Best R&B Vocal Performance (zanger)
  - "Your Secret Love" - Luther Vandross
- Best R&B Vocal Performance (duo/groep)
  - "Killing Me Softly With His Song" - Fugees
- Best R&B Song
  - Babyface (componist) voor Exhale (Shoop Shoop), uitvoerende: Whitney Houston
- Best R&B Album
  - "Words" - Tony Rich Project

### Rap
- Best Rap Solo Performance
  - "Hey Lover" - LL Cool J
- Best Rap Duo/Group Performance
  - "Tha Crossroads" - Bone Thugs-n-Harmony
- Best Rap Album
  - "The Score" - Fugees

### Rock
- Best Rock Vocal Performance (zangeres)
  - "If It Makes You Happy" - Sheryl Crow
- Best Rock Vocal Performance (zanger)
  - "Where It's At" - Beck
- Best Rock Vocal Performance (duo/groep)
  - "So Much To Say" - Dave Matthews Band
- Best Rock Instrumental Performance
  - "SRV Shuffle" - Art Neville, B.B. King, Bonnie Raitt, Buddy Guy, Dr. John, Eric Clapton, Jimmie Vaughan & Robert Cray
- Best Hard Rock Performance
  - "Bullet with Butterfly Wings" - Smashing Pumpkins
- Best Metal Performance
  - "Tire Me" - Rage Against the Machine
- Best Rock Song
  - Tracy Chapman (componist) voor Give Me One Reason, uitvoerende: Tracy Chapman
- Best Rock Album
  - "Sheryl Crow" - Sheryl Crow

### Traditional Pop
- Best Traditional Pop Vocal Performance
  - "Here's to the Ladies" - Tony Bennett

### Alternative
- Best Alternative Music Performance
  - "Odelay" - Beck

### Blues
- Best Traditional Blues Album (traditioneel)
  - "Deep in the Blues" - James Cotton
- Best Contemporary Blues Album (eigentijds)
  - "Just Like You" - Keb' Mo'

### Folk
- Best Traditional Folk Album
  - "Pete" - Pete Seeger
- Best Contemporary Folk Album
  - "The Ghost of Tom Joad" - Bruce Springsteen

### Polka
- Best Polka Album
  - "Polka! All Night Long" - Jimmy Sturr

### Latin
- Beste latin pop-optreden
  - "Enrique Iglesias" - Enrique Iglesias
- Best Tropical Latin Performance
  - "La Rosa de los Vientos" - Rubén Blades
- Best Mexican-American/Tejano Music Performance
  - "Un Million de Rosas" - La Mafia

### Reggae
- Best Reggae Album
  - "Hallo of Fame: A Tribute to Bob Marley's 50th Anniversary" - Bunny Wailer

### Gospel
- Best Pop/Contemporary Gospel Album
  - "Tribute - The Songs of Andrae Crouch" - Neal Joseph & Norman Miller (producers/samenstellers)
- Best Rock Gospel Album
  - "Jesus Freak" - dc Talk
- Best Traditional Soul Gospel Album
  - "Face to Face" - Cissy Houston
- Best Contemporary Soul Gospel Album
  - "Whatcha Lookin' 4" - Kirk Franklin
- Best Southern Gospel, Country Gospel or Bluegrass Gospel Album
  - "I Love To Tell The Story - 25 Timeless Hymns" - Andy Griffith
- Best Gospel Album by a Choir or Chorus
  - "Just a Word" - Shirley Caesar (dirigente); uitvoerenden: Shirley Ceasar's Outreach Convention Choir

### Jazz
- Best Jazz Instrumental Solo
  - "Cabin Fever" - Michael Brecker
- Best Jazz Instrumental Performance (solist/groep)
  - "Tales From the Hudson" - Michael Brecker
- Best Large Jazz Ensemble Performance (big band)
  - "Live at Manchester Craftsmen's Guild" - Grover Mitchell
- Best Jazz Vocal Performance
  - "New Moon Daughter" - Cassandra Wilson
- Best Contemporary Jazz Performance
  - "High Life" - Wayne Shorter
- Best Latin Jazz Performance
  - "Portraits of Cuba" - Paquito d'Rivera

### New Age
- Best New Age Album
  - "The Memory of Trees" - Enya

### Wereldmuziek
- Best World Music Album
  - "Santiago" - Chieftains

### Klassieke muziek
Vetgedrukte namen ontvingen een Grammy. Overige uitvoerenden, zoals orkesten, solisten e.d., die niet in aanmerking kwamen voor een Grammy, staan in kleine letters vermeld.
- Best Orchestral Performance
  - "Prokofiev: Romeo and Juliet (Scenes From The Ballet)" - Michael Tilson Thomas (dirigent)
  - San Francisco Symphony, orkest
- Best Classical Vocal Performance
  - "Opera Arias - Works of Mozart, Wagner, Borodin" - Bryn Terfel (solist)
  - Metropolitan Opera Orchestra o.l.v. James Levine
- Best Opera Recording
  - "Britten: Peter Grimes" - Alan Opie, Janice Watson & Philip Langridge (solisten); Richard Rickox (dirigent); Brian Couzens (producer)
  - London Symphony Chorus (koor); City of London Sinfonia (orkest)
- Best Choral Performance
  - "Walton: Belshazzar's Feast" - David Hill & Neville Creed (koordirigenten); Andrew Litton (orkestdirigent)
  - Bournemouth Symphony Orchestra & Chorus (koor & orkest)
- Best Instrumental Soloist(s) Performance (With Orchestra) (Beste uitvoering van een solist met orkestbegeleiding)
  - "Bartók: The Three Piano Concertos" - Yefin Bronfman (solist)
  - Los Angeles Philharmonic o.l.v. Esa-Pekka Salonen
- Best Instrumental Soloist Performance (Without Orchestra) (Beste uitvoering van een solist zonder orkestbegeleiding)
  - "The Romantic Master - Works of Saint-Saëns, Händel)" - Earl Wild
- Best Small Ensemble Performance (with or without conductor)
  - "Boulez: ...Explosante-Fixe..." - Ensemble Inter-Contemporain o.l.v. Piere Boulez
- Best Chamber Music Performance (kamermuziek)
  - "Corigliano: String Quartet" - The Cleveland Quartet
- Best Classical Contemporary Composition
  - John Corigliano (componist) voor Corigliano: String Quartet, uitvoerende: The Cleveland Quartet
- Best Classical Album
  - "Corigliano: Of Rage and Remembrance" - Leonard Slatkin (dirigent); Joanna Nickrenz (producer)
  - The Washington Choral Arts Society Male Chorus (koor), the Washington Oratorio Society Male Chorus (koor), National Symphony Orchestra, Michelle de Young (soliste) e.a.

### Composing & Arranging (Compositie & arrangementen)
- Best Instrumental Composition
  - Herbie Hancock & Jean Hancock (componisten) voor Manhattan (Island of Lights and Love), uitvoerende: Herbie Hancock
- Best Song Written Specifically for a Motion Picture or Television (Beste song voor tv- of filmsoundtrack)
  - Diane Warren (componist) voor Because You Loved Me, uitvoerende: Celine Dion
- Best Instrumental Composition Written for a Motion Picture or Television (Beste instrumentale compositie voor tv- of filmsoundtrack)
  - David Arnold (componist) voor Independence Day
- Best Instrumental Arrangement
  - Michael Kamen (arrangeur) voor An American Symphony (Mr Holland's Opus)
- Best Instrumental Arrangement with Accompanying Vocal(s) (Beste instrumentale arrangement met zang)
  - Alan Broadbent & David Foster (arrangeurs) voor When I Fall in Love, uitvoerenden: Natalie Cole & Nat 'King' Cole

### Kinderrepertoire
- Best Musical Album for Children
  - "Dedicated to the One I Love" - Linda Ronstadt (artiest); George Massenburg (producer)
- Best Spoken Word Album for Children
  - "Stellaluna" - David Holt (artiest); Virginia Callaway & Steven Heller (producers)

### Musical
- Best Musical Show Album
  - "Riverdance - Music from the Show" - Bill Whelan

### Hoezen
- Best Recording Package
  - Andy Engel & Tommy Steele (ontwerpers) voor Ultra-Lounge (Leopard Skin Sampler), uitvoerenden: Diverse artiesten
- Best Boxed Recording Package
  - Arnold Levine & Chika Azuma (ontwerpers) voor The Complete Columbia Studio Recordings, uitvoerenden: Miles Davis & Gil Evans
- Best Album Notes (Beste hoestekst)
  - Bill Kirchner, Bob Belden, George Avakian & Phil Schaap (schrijvers) voor The Complete Columbia Studio Recordings, uitvoerenden: Miles Davis & Gil Evans

### Production & Engineering (Productie & techniek)
- Best Engineered Album, Non-Classical (Beste techniek op niet-klassiek album)
  - Al Schmitt, Bruce Swedien, Francis Buckley & Tommy Vicari (technici) voor Q's Jook Joint, uitvoerende: Quincy Jones
- Best Classical Engineered Recording (Beste techniek op klassiek album)
  - Lawrence Rock & William Hoekstra (technici) voor Copland: Dance Symphony; Short Symphony; Organ Symphony, uitvoerenden: Saint Louis Symphony o.l.v. Leonard Slatkin
- Producer of the Year
  - Babyface
- Classical Producer of the Year
  - Joanna Nickrenz

### Gesproken Woord
- Best Spoken Word or Non-Musical Album
  - "It Takes a Village" - Hillary Rodham Clinton
- Best Spoken Comedy Album
  - "Rush Limbaugh is a Big Fat Idiot" - Al Franken

### Historisch
- Best Historical Album
  - "The Complete Columbia Studio Recordings" - Bob Belden (producer), Phil Schaap (producer/technicus), Mark Wilder (technicus) (uitvoerenden: Miles Davis & Gil Evans)

### Video
- Best Music Video Short Form (videoclip)
  - "Free as a Bird" - The Beatles (artiesten), Vincent Joliet (producer), Joe Pytka (regisseur)
- Best Music Video Long Form (lange video, b.v. documentaire of concertverslag)
  - "The Beatles Anthology" - The Beatles (artiesten), Chips Chipperfield & Neil Aspinall (producers), Bob Smeaton & Geoff Wontor (regisseurs)